# Eparchia di San Tommaso Apostolo di Melbourne
L'eparchia di San Tommaso Apostolo di Melbourne (in latino Eparchia Sancti Thomae apostoli Melburnensis) è una sede della Chiesa cattolica siro-malabarese in Australia, immediatamente soggetta alla Santa Sede. Nel 2022 contava 51.880 battezzati. È retta dall'eparca John Panamthottathil, C.M.I.

## Territorio
L'eparchia estende la sua giurisdizione sui fedeli della Chiesa cattolica siro-malabarese presenti in Oceania.
Sede eparchiale è la città di Melbourne, dove sorgerà la nuova cattedrale dedicata a Sant'Alfonsa.
Ha 13 parrocchie e 37 missioni in tutta l'Australia e 16 missioni in Nuova Zelanda.

## Storia
L'eparchia è stata eretta da papa Francesco il 23 dicembre 2013 con la bolla Quo aptius spirituali. Al momento dell'erezione, sono stimati circa 30.000 fedeli siro-malabaresi, presenti in quasi venti diocesi, ma concentrati maggiormente nelle città di Brisbane, Canberra, Darwin, Melbourne, Parramatta (sobborgo di Sydney) e Wollongong.
Originariamente l'eparchia comprendeva tutta l'Australia, ma il 29 marzo 2021 il suo territorio è stato ampliato per includere la Nuova Zelanda e tutto il resto dell'Oceania.

## Cronotassi dei vescovi
Si omettono i periodi di sede vacante non superiori ai 2 anni o non storicamente accertati.
- Bosco Puthur (23 dicembre 2013 - 14 gennaio 2023 ritirato)
- John Panamthottathil, C.M.I., dal 14 gennaio 2023

## Statistiche
L'eparchia nel 2022 contava 51.880 battezzati.
| anno | popolazione | popolazione | popolazione | presbiteri | presbiteri | presbiteri | presbiteri                | diaconi | religiosi | religiosi | parrocchie |
| anno | battezzati  | totale      | %           | numero     | secolari   | regolari   | battezzati per presbitero | diaconi | uomini    | donne     | parrocchie |
| ---- | ----------- | ----------- | ----------- | ---------- | ---------- | ---------- | ------------------------- | ------- | --------- | --------- | ---------- |
| 2014 | 50.000      | ?           | ?           | 17         | 5          | 12         | 2.941                     |         | 12        |           |            |
| 2017 | 50.000      | ?           | ?           | 29         | 21         | 8          | 1.724                     |         | 8         |           | 8          |
| 2020 | 50.360      | ?           | ?           | 31         | 22         | 9          | 1.624                     |         | 9         |           | 12         |
| 2022 | 51.880      | ?           | ?           | 28         | 19         | 9          | 1.852                     |         | 9         |           | 13         |